# علم الموسيقى الحيوية
علم الموسيقى الحيوية (بالإنجليزية: Biomusicology)‏ هي دراسة الموسيقى من وجهة نظر بيولوجية. وقد صاغ هذا هذا المصطلح الباحث الموسيقي نيلز والين، في عام 1991 ليشمل العديد من فروع علم النفس الموسيقى وعلم الموسيقى، بما في ذلك علم الموسيقى التطوري، وعلم الموسيقى العصبي، وعلم الموسيقى المقارن.
يدرس علم الموسيقى التطوري "أصول الموسيقى، ويبحث في أغاني وأصوات الحيوانات، والأسباب التي تكمن وراء تطور الموسيقى" و"تطور الموسيقى، وتطور الإنسان"، بينما يدرس علم الموسيقى العصبي "مناطق الدماغ المشاركة في معالجة الموسيقى، والعمليات العصبية والإدراكية لمعالجة الموسيقى" و"تكوين القدرة الموسيقية والمهارة الموسيقية"، أما علم الموسيقىالمقارن، فهو يدرس "وظائف واستخدامات الموسيقى، ومزايا وتكلفة صنع الموسيقى" و"السمات العالمية للأنظمة الموسيقية والسلوك الموسيقي".
علم الموسيقى الحيوية التطبيقي "يحاول تقدّيم رؤية بيولوجية في مثل هذه الأمور، مثل استخدام الموسيقى في العلاج الطبي والنفسي؛ والاستخدام الواسع للموسيقى في الوسائط السمعية والبصرية مثل الأفلام والتلفزيون؛ ووجود الموسيقى في الأماكن العامة ودورها في التأثير على السلوك الجماعي؛ وإمكانية استخدام الموسيقى لتكون عاملاً في تعزيز العملية التعليمية".
وفي حين يشير مصطلح علم الموسيقى الحيوية إلى الموسيقى بين البشر، يمتد مجال علم الموسيقى الحيوانية ليشمل الأنواع الحيوانية الأخرى.

## مقالات ذات صلة
- البنيوية الوراثية
- علم اللغة الحيوي
- صوت الطيور
- علم الأحياء الزمني
- علم الموسيقى العصبي
- الثقافة في الإدراك الموسيقي
- مزامنة (علم الموسيقى الحيوية)
- علم الموسيقى التطوري
- علم النفس الموسيقى
- علاج بالموسيقى
- الصوتيات النفسية
- التطور الاجتماعي والثقافي
- علم الموسيقى الحيوانية